# Tachina margella
Tachina margella är en tvåvingeart som först beskrevs av Henry J. Reinhard 1942.  Tachina margella ingår i släktet Tachina och familjen parasitflugor.
Artens utbredningsområde är New Mexico. Inga underarter finns listade i Catalogue of Life.